# أشكان ديجاكاه

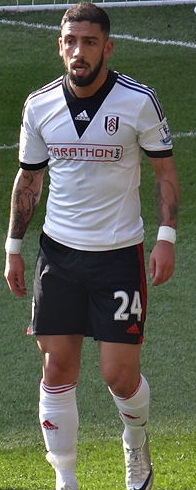
أشكان دجاغه

أشكان ديجاكاه (بالألمانية: Ashkan Dejagah)‏ (مواليد 5 يوليو 1986 في طهران - إيران) لاعب كرة قدم إيراني يلعب في مركز الوسط المهاجم كما يجيد اللعب في مركز الجناح ومركز المهاجم .

## روابط خارجية
- أشكان ديجاكاه على موقع الاتحاد الدولي (مؤرشف)  (الإنجليزية)
- أشكان ديجاكاه على موقع قاعدة بيانات كرة القدم.إي يو (الإنجليزية)
- أشكان ديجاكاه على موقع بيانات كرة القدم. دي إي (الألمانية)
- أشكان ديجاكاه على موقع ناشيونال فوتبول تيمز (الإنجليزية)
- أشكان ديجاكاه على موقع Soccerbase.com (لاعب) (الإنجليزية)
- أشكان ديجاكاه على موقع Soccerway.com (الإنجليزية)
- أشكان ديجاكاه على موقع عالم كرة القدم.نت (الإنجليزية)
- أشكان ديجاكاه على موقع كووورة
- أشكان ديجاكاه على موقع AS.com (الإسبانية)